# سكياط (سيدي لعروسي)
سكياط هي إحدى مشيخات المملكة المغربية، تتبع جغرافيا لإقليم الصويرة وإداريًا لسيدي لعروسي. يقدر عدد سكانها بـ 4567 نسمة حسب الإحصاء الرسمي للسكان والسكنى لسنة 2004.